# Thorius insperatus
Thorius insperatus är en groddjursart som beskrevs av James Hanken och David Burton Wake 1994. Thorius insperatus ingår i släktet Thorius och familjen lunglösa salamandrar. IUCN kategoriserar arten globalt som otillräckligt studerad. Inga underarter finns listade i Catalogue of Life.